# Лейла Алієва
Лейла Ільхам Кизи Алієва (азерб. Leyla İlham qızı Əliyeva; нар.. 3 липня 1984, Москва, Російська РФСР, СРСР) — азербайджанська громадська діячка, головний редактор журналу «Баку», віце-президент Фонду Гейдара Алієва і голова Представництва Фонду в Росії, Генеральний координатор Молодіжного форуму Органіації ісламського співробітництва з міжкультурного діалогу, посол доброї волі Продовольчої та сільськогосподарської організації ООН (ФАО), голова Азербайджанської молодіжної організації Росії-АМОР, засновник IDEA-ініціативи міжнародного діалогу з охорони навколишнього середовища, президент Федерації йоги Азербайджану. Старша дочка Президента Азербайджану Ільхама Алієва і першого віце-президента Азербайджану Мехрібан Алієвої, онука Гейдара Алієва

## Біографія
Лейла Алієва — донька президента Азербайджану Ільхама Алієва, народилася 1984 року в Москві, виросла в Баку. Дід — Гейдар Алієв також займав пост президента країни. Початкову і середню освіту вона отримала в школі № 160, потім продовжила освіту в Швейцарії та Великій Британії разом зі своєю молодшою сестрою Арзу. У 2000 році вона закінчила школу і вступила до європейської школи бізнесу (ESB). З 2006 по 2008 рік Лейла Алієва навчалася в магістратурі МДІМО. До 2010 року була головою азербайджанського клубу в МДІМО.
30 квітня 2006 року вийшла заміж за віце-президента компанії Crocus Group і музиканта Еміна Агаларова (12.12.1979, Баку). Після весілля пара переїхала жити до Москви, де Алієва зайнялася громадською діяльністю. З 10 травня 2007 року Алієва очолює Фонд Гейдара Алієва в Москві. 19 грудня 2007 року Лейла Алієва презентувала московській публіці та азербайджанській діаспорі глянцевий журнал «Баку». 30 травня 2015 року стало відомо, що пара офіційно розлучилася.
8 травня 2008 року ініціювала кампанію «Справедливість для Ходжали». З травня цього ж року працювала головним координатором Молодіжного форуму Організації ісламського співробітництва. З 18 квітня 2009 року — голова Азербайджанської молодіжної організації Росії (АМОР). У 2011 році Лейла Алієва була призначена віце-президентом Фонду Гейдара Алієва. У жовтні цього ж року Алієва презентувала в Лондоні англомовну версію журналу «Баку».
Лейла Алієва є творцем організації IDEA. Організація була створена в 2011 році, метою якого є інформування громадськості про екологічні проблеми, реалізація освітніх програм у співпраці з міжнародними фондами по захисту навколишнього середовища. IDEA працює над просвітницькими проектами в області екологічних проблем і займається пошуком шляхів їх вирішення. Об'єднання реалізує і великі міжнародні проекти по всьому світу. При IDEA також функціонує Центр порятунку і притулок для бездомних тварин.У 2015 році Лейла Алієва разом з членами своєї сім'ї здійснила умру (малий хадж) до Мекки.

## Особисте життя
- Чоловік (2006—2015): Емін Агаларов

Діти:
- син Алі (нар.. 1 грудня 2008)
- син Микаил (нар.. 1 грудня 2008)
- прийомна[15] дочка Аміна (нар. 9 квітня 2014 р.)

## Творчість

Робота Лейли Алиєвої в Бакинському Музеї сучасного мистецтва

Лейла Алієва займається художньою діяльністю, режисурою фільмів і пише вірші. Її вірш «Елегія», присвячений дідові Лейли — Гейдару Алієву було включено в шкільні підручники з літератури для учнів п'ятих класів.
У 2016 році у видавничому домі «Звязда» Республіка Білорусь, м. Мінськ) вийшла друком збірка віршів Лейли Алієвої «Ліс» (переклад з російської мови білоруською Тетяни Сівець). Книга була надрукована за підтримки Центру перекладу при Кабінеті Міністрів Азербайджанської Республіки.
У липні 2018 року в Лондоні англійською мовою (перекладачі Кароліна Вальтон і Анна-Марія Джексон) побачла світ книга «The World Dissolves like a Dream» («Світ розчиняється подібно сну», а в жовтні видавництвом «Камалак» у Ташкенті було опубліковано збірку віршів Лейли Алієвої «Світ розчиняється подібно сну…» узбецькою мовою.

## Нагорода

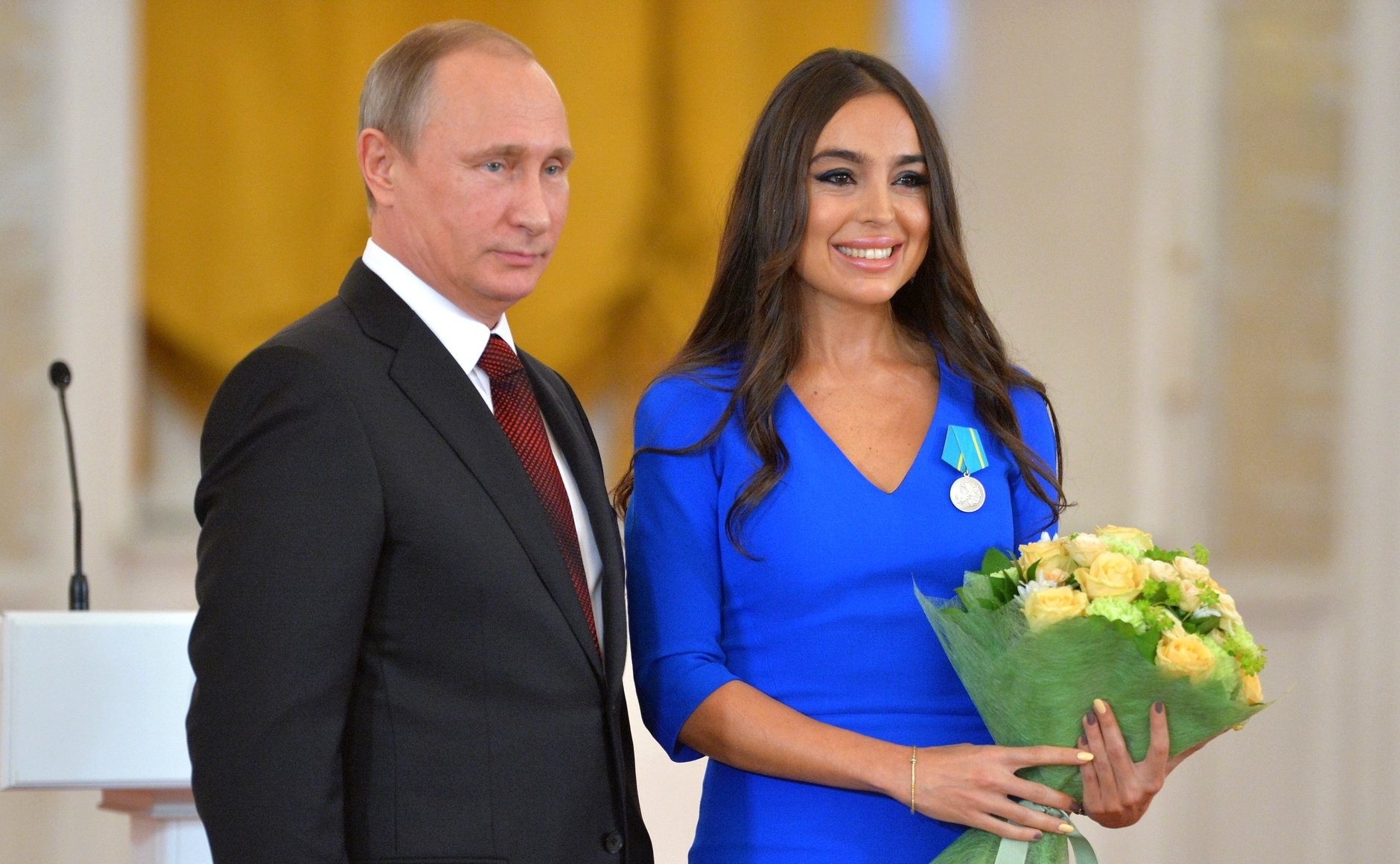
Нагородження Медаллю Пушкіна.
Москва, Кремль, 4 листопада 2015 року

- Медаль «Прогрес» (4 липня 2011 року) — За заслуги в області зміцнення дружби між народами і розвитку азербайджанської діаспори[20][10].
- Медаль Пушкіна (20 жовтня 2015 року, Росія) — за великий внесок у зміцнення дружби і співпраці з Російською Федерацією, розвиток економічних зв'язків, збереження і популяризацію російської мови і культури за кордоном[21].
- Медаль ордена «За заслуги перед Астраханською областю» (11 вересня 2012 року, Астраханська область, Росія) — за великий внесок у зміцнення дружби і співпраці між Астраханською областю і Азербайджанською Республікою[22][23].
- Медаль «За заслуги перед Волгоградською областю» (20 грудня 2013 року, Волгоградська область, Росія) — за внесок у соціально-економічний розвиток області, реалізацію культурних, громадських та благодійних ініціатив у регіоні[24].
- Орден святої рівноапостольної княгині Ольги III ступеня (УПЦ МП; 1 жовтня 2013 року) — за допомогу в установці пам'ятника святому рівноапостольному князю Володимиру в місті Астрахань і в зв'язку з 1025-річчям Хрещення Русі[25][26].
- Нагорода «Key to Life» («Ключ до життя») — за активну участь у гуманітарних проектах, пов'язаних з дітьми[27].
- Диплом почесного професора Московського державного гуманітарно-економічного університету (19 травня 2016 року) — За заслуги у сфері освіти між Азербайджаном і Росією і внесок в інтеграцію в суспільство осіб з обмеженими фізичними можливостями[28][29].